# Reinhard Alber
Pour les articles homonymes, voir Alber.
Reinhard Alber (né le 6 février 1964 à Singen) est un coureur cycliste allemand. Spécialisé dans la poursuite sur piste, il a été médaillé de bronze de la poursuite par équipes aux Jeux olympiques de 1984, avec l'équipe d'Allemagne de l'Ouest.

## Palmarès

### Jeux olympiques
- Los Angeles 1984
  -  Médaillé de bronze de la poursuite par équipes

### Championnats du monde
- 1981
  -  Champion du monde de poursuite juniors
- 1982
  -  Médaillé de bronze de la poursuite juniors

### Championnats nationaux
- Champion d'Allemagne de l'Ouest de poursuite en 1984, 1987
- Champion d'Allemagne de l'Ouest de poursuite par équipes en 1987, 1989
- Champion d'Allemagne de l'Ouest de l'américaine en 1984 (avec Gerhard Strittmatter)

## Palmarès sur route
- 1988
  - Prologue du Tour de Rhénanie-du-Nord-Westphalie